# Hamoir
Hamoir (wa. Hamwér) – miejscowość i gmina (commune) w Belgii, w Regionie Walońskim, w prowincji Liège, w okręgu Huy. Leży nad rzeką Ourthe. Według Dyrekcji Generalnej Instytucji i Ludności, 1 stycznia 2024 roku gmina liczyła 3780 mieszkańców.

## Podział administracyjny
W skład gminy wchodzą dwie dzielnice (section):
- Comblain-Fairon
- Filot

## Osoby

### związane z miejscowością
- Henri Théatre (1913–1985), belgijski malarz

## Współpraca
Miejscowości partnerskie:
- Saulxures-sur-Moselotte, Francja
- Wenigumstadt, Niemcy